# Aníbal Quijano
Aníbal Quijano (17 de novembro de 1930 – 31 de maio de 2018) foi um sociólogo e pensador humanista peruano, conhecido por ter desenvolvido o conceito de "colonialidade do poder". Seu corpo de trabalho tem sido influente nos campos dos estudos decoloniais e da teoria crítica.

## Obra
- 1965: La emergencia del grupo cholo y sus implicaciones en la sociedad peruana, Ph.D. diss., Universidad de San Marcos, Lima.
- 1965: El movimiento campesino peruano y sus líderes, América Latina, year 8, no.4 (Oct–Dec).
- 1967: Tendencies in Peruvian Development and in the Class Struggle. In James Petras and Maurice Zeitlin, eds Latin America: Reform Or Revolution. New York: Fawcett.
- 1967: Contemporary Peasant Movements,. In Elites in Latin America, ed. S. Lipset and A. Solari. New York: Oxford University Press, pp. 301–342.
- 1969: (with Antonio García) Il Nuovo Marxismo Latinoamericano. A Cura de Giancarlo Santarelli. Milano: Feltrinelli.
- 1969: Urbanisation, Changement Social et Dependance. Dependance Et Developpement En Amerique Latine. Paris: Anthropos.
- 1969: Urbanization of Society in Latin America. Urbanization in Latin America. New York: Anchor Books.
- 1970: La Formation du Monde de la Marginalite Urbaine. Espaces et Societes, No. 1, Paris.
- 1971: Nationalism and Capitalism in Perú: a study in neo-imperialism. New York: Monthly Review Press.
- 1973: (com Francisco Weffort ) Die agrarreform in Perú. Gewalt und Ausbeutung". Lateinamerikas Landwirtschaft. Hamburg: Hoffman und Campe
- 1974: Crisis Imperialista y clase obrera en America Latina. Lima
- 1974: Perú: from the conciliation to the confrontation in Latin America and United States, Changing Political Relations. Stanford: Stanford University Press.
- 1974: Marginal Pole and Marginal Labor Force in Latin America. Economy and Society, No. 1, 1974, London: Routledge.
- 1976: Crise Imperialista e Classe Operaria Na America Latina. Coimbra: Centelha.
- 1976: Tendencies of the Working Class. Latin American Perspectives, Issue 8, vol. III, No. 1. Berkeley.
- 1978: Imperialismo, clases sociales y estado en el Perú, 1890–1930: El Perú en la crisis de los años 30, Mosca Azul Ed. 136p.
- 1980: Caractère et Perspective de l’actuel régime militaire au Perou. Michael Löwy's Le Marxisme En Amerique Latine de 1909 a Nos Jours: Une Anthologie. Paris
- 1986: Die Enterstehung einer Marginalen Welt in den Latein Amerikanischen Stadten. Soziale Bewegungen und Raumliche Strukturen In Latein Amerika. Kassel: Gesamthochschulbibliothek.
- 1989: Identidad y Utopía en América Latina. Quito: Ediciones El Conejo.
- 1989: The paradoxes of modernity. International Journal of Politics, Culture and Society. Vol. 3, No. 2. New York: Winter.
- 1991: Colonialidad y Modernidad/Racionalidad. Perú Indígena, vol. 13, No. 29, pp. 11–20. Lima: Instituto Indigenista Peruano
- 1992: (with Immanuel Wallerstein) Americanity as a concept. Or The Americas in the Modern World-System. In International Social Science Journal, No. 134, Nov. 1992, UNESCO, Paris.
- 1994: Colonialité du Pouvoir et Democratie en Amerique Latine. Future Anterieur: Amérique Latine, Democratie Et Exclusion. Paris: L'Harmattan.
- 1995: El Fujimorismo y el Peru, Seminario de Estudios y Debates Socialistas. Lima, 48p.
- 1998: Work in a turning point?. In ISA Bulletin 75–76, Spring. Madrid: Universidad Complutense.
- 1998: Colonialidad, Poder, Cultura y Conocimiento en América Latina. In Anuario Mariateguiano, vol. IX, No. 9, pp..113–122. Lima: Amauta.
- 1999: Coloniality and Modernity/Rationality. In Goran Therborn, ed. Globalizations and Modernities. Stockholm: FRN.
- 2000: Colonialidad y Clasificación Social. Journal of World Systems Research, vol. VI, No. 2, Fall/Winter, pp. 342–388. Giovanni Arrighi and Walter L. Goldfrank, eds. Colorado.
- 2000: Coloniality of Power, Eurocentrism and Latin America. Nepantla, No. 3, Durham, North Carolina: Duke University Press.
- 2002: The Return of the Future and Questions about Knowledge. Current Sociology, vol. 50. Thousand Oaks, London: SAGE Publications, New Delhi.
- 2006. Estado-nación y movimientos indígenas en la región Andina: cuestiones abiertas. En OSAL, Observatorio Social de America Latina, año VI, no. 19. CLACSO, Consejo Latinoamericano de Ciencias Sociales, Buenos Aires. Julio.
- 2007: 'Colonialidad y clasificación social'. En: Santiago Castro-Gómez y Ramón Grosfoguel (eds). El giro decolonial. Reflexiones para una diversidad epistémica más allá del capitalismo global. Bogotá: Siglo del Hombre Editores.
- 2010: 'Coloniality and Modernity/Rationality', Chapter 2, pp. 22 – 32, in Globalization and the Decolonial Option, ed. by Walter Mignolo & Árturo Escobar, Routledge, London & New York.
- 2010: Die Paradoxien der eurozentrierten kolonialen Moderne, in Prokla – Zeitschrift für kritische Sozialwissenschaft 40 (1), Heft 158, 29–47.